# جون لوريمر وردن
جون لوريمر وردن (بالإنجليزية: John Lorimer Worden)‏ هو ضابط أمريكي، ولد في 12 مارس 1818 في مونت بليستانت في الولايات المتحدة، وتوفي في 19 ديسمبر 1897 في واشنطن العاصمة في الولايات المتحدة.

## وصلات خارجية
- جون لوريمر وردن على موقع الموسوعة البريطانية (الإنجليزية)